# Castillo Tsuyama
El castillo Tsuyama (津山城 Tsuyama-jō?) es una fortificación japonesa del siglo XVII en Tsuyama, ciudad de la prefectura de Okayama (Japón). Junto con el castillo Himeji y Matsuyama, es una de las tres principales fortalezas de estilo hirayama (construido sobre una montaña y rodeado por colinas). Acabado de construir en 1616, fue finalmente demolido tras la ley de abolición de castillos de 1873.

## Historia
En el emplazamiento actual fue construido un antiguo castillo en 1441, pero fue abandonado años después. La construcción a larga escala de la fortaleza de Tsuyama data de 1603 —terminó unos doce años después— bajo órdenes de Mori Tadamasa. Desde entonces, fue la base del dominio de Tsuyama, que el clan Mori rigió entre 1603 y 1697 y el clan Matsudaira desde 1698 hasta 1871.
El castillo fue abandonado en 1871 tras la abolición del sistema feudal en Japón, y fue vendido dos años después. Entre los años 1874 y 1875 se desmantelaron y destruyeron las torres, los muros y puertas. Los esfuerzos por conservar la estructura comenzaron en 1890, cuando parte del muro noroccidental colapsó y derribó algunos edificios. Finalmente, en 1963 la fortaleza fue registrada como un Monumento Histórico Nacional.

## Arquitectura

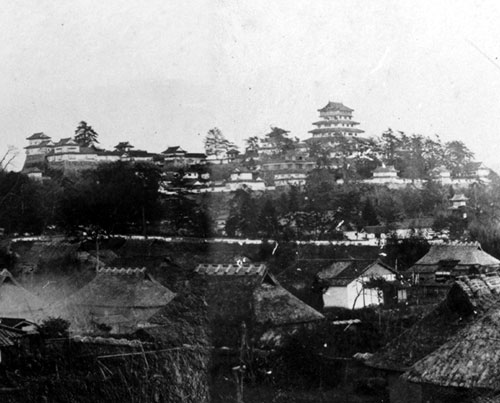
Fotografía histórica del castillo de finales del período Edo.

En su momento la fortificación contaba con 77 estructuras, incluyendo el tenshu (edificio principal), las torres, puertas, palacios y viviendas. En comparación, el castillo de Hiroshima presenta 76 y el de Himeji, 61. El tenshu original contaba con cinco pisos, aunque se registraron solo cuatro dada una prohibición respecto al número máximo de plantas. El entonces señor del lugar, Mori Tadamasa, se negó a desmantelar la torre, y en su lugar retiró las tejas entre la cuarta y quinta planta, argumentando que no se traba de otro piso, sino de un alero. Esta explicación convenció a los oficiales, que definieron el edificio como «de cuatro plantas, con aleros que dan la impresión de un piso adicional».
En 2005 se reconstruyó una torre yagura denominada Bitchu como parte de la celebración del 400 aniversario de la fortaleza, a la cual es posible acceder y que se conserva con tatamis y como un salón del té. En la actualidad permanece gran parte de sus sistema de muros de unos diez metros de altura. Aunque en ruinas, la fortificación forma parte de la lista de «Los cien castillos japoneses más importantes».

## Parque Kakuzan

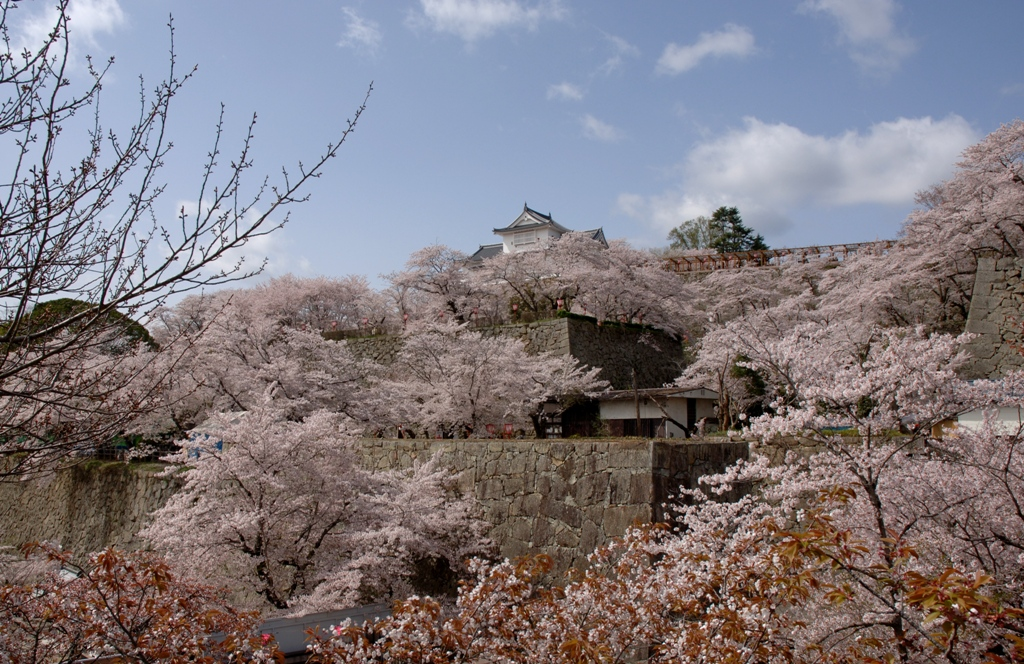
Vista general de la estructura del castillo durante la época de floración.

El castillo está rodeado por el parque Kakuzan, un paraje que cuenta con más de un millar de cerezos. Entre principios y mediados de abril se lleva a cabo el festival de floración en Tsuyama, al cual acuden cientos de visitantes. En verano el parque ofrece un festival de proyecciones que iluminan la fortaleza y su entorno.